# Hans Jørgensen Urne
Hans Jørgensen Urne (død 1503), dansk domprovst.
Han var søn af ridder Jørgen Urne (død 1480) og dennes første hustru (om hvem der er nogen usikkerhed). Blandt hans brødre var rigsråd Johan Jørgensen Urne, landsdommer Jørgen Jørgensen Urne, biskop Lage Jørgensen Urne og rigsråd Knud Jørgensen Urne.
I 1458 blev han immatrikuleret på universitetet i Rostock, hvor han i vinteren 1462-63 blev magister. Da Odense Sankt Knuds Kloster i 1475 blev omdannet til et kapitel af sekulære kanniker, blev han domprovst her. 
I 1489, da det var tale om at lade benediktinermunkene vende tilbage til klosteret, var han en af de mest fremtrædende på kapitlets side i en retssag mellem kapitlet og munkene, men de sidstnævnte sejrede, og Hans Urne mistede sin domprovsteværdighed. Han beholdt dog ligesom de øvrige kanniker en del indtægter, som klosteret måtte yde ham på livstid, og ligesom han til sin død beholdt et embede som provst ved Odense Frue Kirke. Han nævnes i 1477 som kannik i Lund, 6 år efter hedder det, at han har forladt et kanonikat i Ribe, og ved sin død var han kannik i Roskilde. Han ejede et efter tidens frhold ikke ubetydeligt bibliotek og viste også sin interesse for boglige sysler ved at bekoste trykningen af forskellige bøger. 
Han var medstifter af Jomfru Mariæ Psalters Broderskab i Odense; i Odense Frue Kirke stiftede han et kapel, og i den samme kirke blev også han begravet, efter han i 1503 mellem 11. august og 1. december døde.